# Sielsowiet pietrowski (rejon chomutowski)
Sielsowiet pietrowski (ros. Петровский сельсовет) – jednostka administracyjna wchodząca w skład rejonu chomutowskiego w оbwodzie kurskim w Rosji.
Centrum administracyjnym sielsowietu jest wieś (ros. село, trb. sieło) Pody.

## Geografia
Powierzchnia sielsowietu wynosi 192,67 km².

## Historia
Status i granice sielsowietu zostały określone ustawami z 2004 i z 2010 roku.

## Demografia
W 2017 roku sielsowiet zamieszkiwało 529 mieszkańców.

## Miejscowości
W skład sielsowietu wchodzą miejscowości: Pody, Bobylewka, Brysina, Bupieł, Żurawlewka, Kapustino, Kożanowka, Kurienka, Ługowoje, Miedwieżje, Mokrousowo, Muchino, Pieriestupleno, Pietrowskoje, Prawaja Lipa, Safronowka.